# Flottsjön (Hassela socken, Hälsingland)
Flottsjön är en sjö i Nordanstigs kommun i Hälsingland och ingår i Harmångersåns huvudavrinningsområde. Sjön är 10 meter djup, har en yta på 0,242 kvadratkilometer och är belägen 388,1 meter över havet. Sjön avvattnas av vattendraget Häbbersån.

## Delavrinningsområde
Flottsjön ingår i det delavrinningsområde (689994-153477) som SMHI kallar för Ovan Hebbersån. Medelhöjden är 387 meter över havet och ytan är 18,17 kvadratkilometer. Det finns inga avrinningsområden uppströms utan avrinningsområdet är högsta punkten. Häbbersån som avvattnar avrinningsområdet har biflödesordning 3, vilket innebär att vattnet flödar genom totalt 3 vattendrag innan det når havet efter 87 kilometer. Avrinningsområdet består mestadels av skog (86 procent). Avrinningsområdet har 0,24 kvadratkilometer vattenytor vilket ger det en sjöprocent på 1,3 procent.